# Circonscription d'Arbaminch
La circonscription d'Arbaminch est une des 121 circonscriptions législatives de l'État fédéré des nations, nationalités et peuples du Sud, elle se situe dans la Zone Gamo Gofa. Sa représentante actuelle est Lelaalem Gebreyohannes Tedla.